# Milwaukee Intermodal Station
Milwaukee Intermodal Station – węzeł komunikacji kolejowej i autobusowej w Milwaukee, w stanie Wisconsin, w Stanach Zjednoczonych. Obsługiwany jest przez Amtrak i kilku operatorów autokarów międzymiastowych, w tym Coach USA, Greyhound Lines, Jefferson Lines, Indian Trails i Lamers. Megabus zatrzymuje się na Fifth Street w pobliżu dworca. Milwaukee County Transit System (MCTS) trasa autobusu #57 obsługuje stację bezpośrednio, i kilka innych lokalnych linii autobusowych działających na pobliskich ulicach. Inne stacje Amtrak w mieście Milwaukee Airport w pobliżu zachodniej krawędzi General Mitchell International Airport znajduje się w południowej części miasta.
Milwaukee Union Station została zastąpiona w dniu 3 sierpnia 1965 roku przez Milwaukee Road przez Everett Street Depot. Chicago i North Western Railroad zamknęło Lake Front Depot i przeniosło się z przewozami pasażerskimina nowe Milwaukee Road w 1966 roku. Magazyn został zbudowany na West St Paul Avenue w stylu modernistycznym, który okazał się niepopularny szybko po tym jak został wzniesiony.
W listopadzie 2007 roku obiekt został przemianowany na Milwaukee Intermodal Station po $16.9 mln renowacji budynku głównego, aby rozwinąć poczekalnię z atrium i lepszych miejsc dla kas biletowych Amtrak, jak również autokarów (bus), pomieszczeń pasażerskich, restauracji i powierzchni handlowej.